# Bien frappé
Bien frappé  est un roman policier américain écrit par Carol Higgins Clark en 1995. C'est le troisième titre de la série policière ayant pour héroïne Regan Reilly, enquêtrice.
Le roman est traduit en français en 1996.

## Résumé
En quelques jours dans la station de sports d'hiver très huppée de Aspen, ont été commis plusieurs vol de tableaux. Eben Bean, par son passé, fait un coupable idéal, tout l'accuse surtout qu'il a disparu depuis le vol de premier tableau.
Louis Altride, qui avait recommandé Eben aux Wood, est effondré surtout qu'en fin de semaine dans son restaurant la mine d'argent doit avoir lieu un gala à la mémoire de Pop-Pop. Les langues vont bon train dans une petite ville où tout le monde se connaît.
Geraldine Spoonfellow, dernière descendante de Pop-Pop doit y faire don au musée de Aspen du tableau le retour au foyer peint par un illustre artiste
Mais Regan va mener son enquête car les tableaux ne sont pas les seuls à disparaitre, les témoins aussi sont introuvables. Elle va tout mettre en œuvre pour sauver la réputation de Louis et le gala.

## Personnages
- Regan Reilly : jeune femme d'une trentaine d'années, célibataire au grand désespoir de ses parents. Elle exerce le métier de détective privé.

- Luke et Nora Reilly : se sont les parents Regan. Nora est écrivain et son père Luke possède trois funérariums. Regan est leur fille unique.

- Louis Altride : est sur le point d'ouvrir son premier restaurant quand il apprend que l'homme à qui il faisait confiance, vient de le trahir en volant à nouveau.

- Eben Bean : ancien voleur de bijoux repentit, il veut se faire oublier après avoir passé cinq ans en prison. Ses employeurs les Wood l'estiment beaucoup.

- Geraldine Spoonfellow : femme âgée sans descendance, elle veut donner un tableau d'une valeur inestimable au musée d'Aspen qui portera le nom de son grand-père.